# Sint-Gregoriuskathedraal
De Sint-Gregoriuskathedraal was een kerkgebouw in Trapezunt (Trebizonde), het huidige Trabzon, Turkije. De aan de kust van de Zwarte Zee gelegen kerk en het bijbehorende klooster bestonden van 1280 tot 1930.

## Geschiedenis

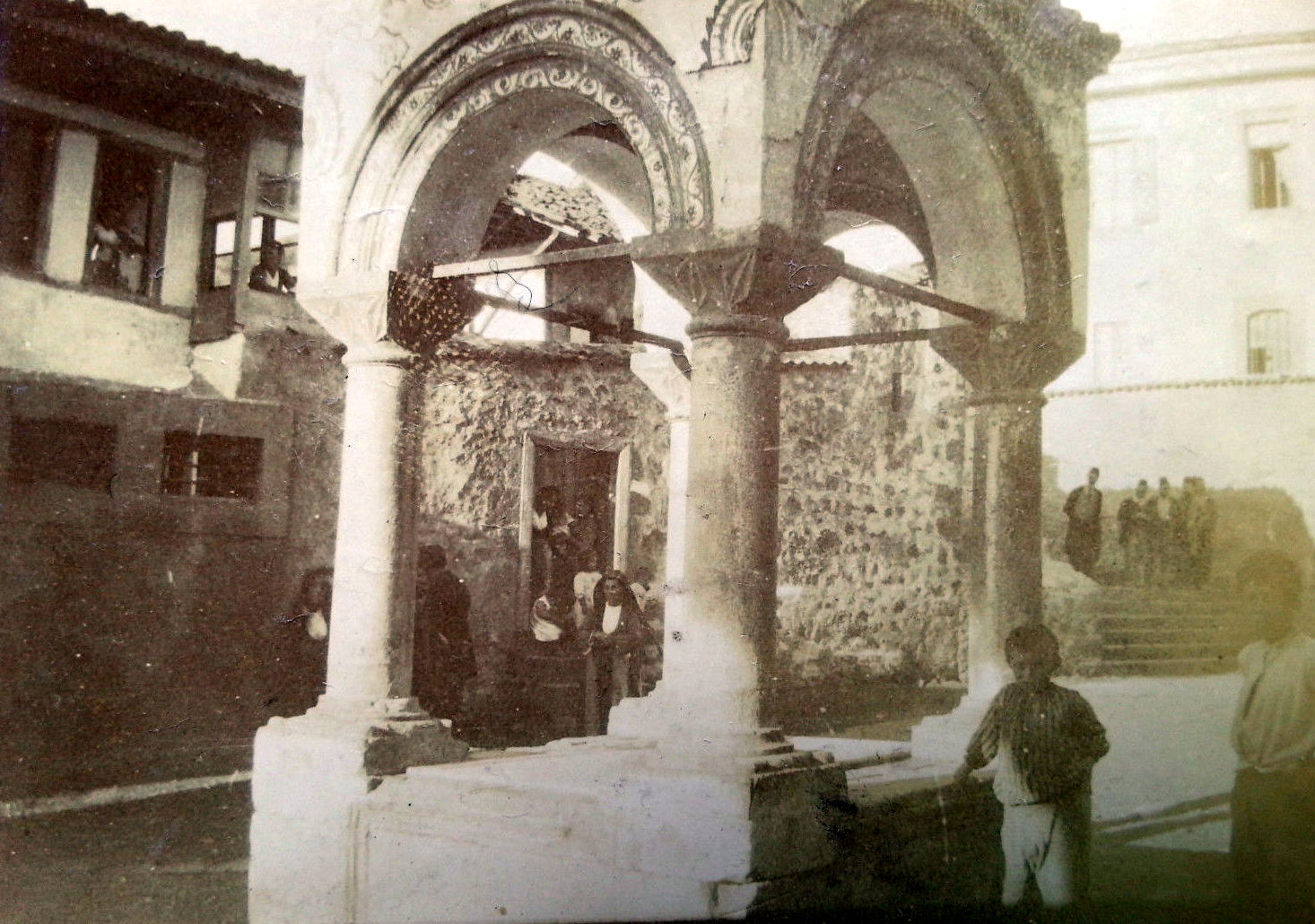
Tombe van koning Salomo, Trebizonde (1894)

Kerk en klooster werden tussen 1280 en 1297 gebouwd in opdracht van Eudokia Palaiologina, de gemalin van Johannes II Megas Komnenos die van 1285 tot 1297 keizer van Trebizonde was. Het kerkgebouw werd aan de heilige bisschop en kerkleraar Gregorius van Nyssa gewijd.
Nadat de Kerk van de heilige Philippos 1665 in een moskee (Kudretting-moskee) werd veranderd, kreeg de Gregoriuskerk de status van kathedraal. 
In 1863 liet de metropoliet Konstantios van Trapezunt vanaf de fundamenten van het middeleeuwse kloostercomplex een nieuwe representatieve kerk met drie apsissen, een klokkentoren en een zestienhoekige tamboer bouwen. 
Na de Griekse Genocide in het Ottomaanse Rijk in de periode 1914-1923 en de uitwijzing van de Pontische Grieken in 1923 werd de kerk in 1930 opgeblazen. Op de plaats van de voormalige kathedraal werd een verenigingsgebouw opgericht.  